# Stranje pri Velikem Gabru
Stranje pri Velikem Gabru este o localitate din comuna Trebnje, Slovenia, cu o populație de 50 de locuitori.